# Jack Peñate
Pour l’article homonyme, voir Peñate.
Jack Peñate, né le 2 septembre 1984 à Blackheath (Angleterre), est un musicien anglais révélé en 2009 grâce à son tube Be the One.

## Sa vie
Peñate chantait dans les bars et les scènes de Londres avant de travailler pour le label "XL recordings". Peñate signe son premier single Second, Minute or Hour en octobre 2006. S'ensuit alors un album intitulé Matinée sous un label indépendant. Le 22 juin 2009, il sort 
un album Everything Is New qui contient les singles Tonight's Today et Be the One.
En novembre 2019, il déclare au magazine  Têtu être fan de Kate Bush et David Bowie.

## Discographie

### Singles
- 2006: Second, Minute or Hour
- 2007: Spit at Stars
- 2007: Torn on the Platform
- 2007: Second, Minute or Hour
- 2007: Have I Been a Fool
- 2009: Tonight's Today
- 2009: Be the One
- 2009: Pull My Heart Away

### Albums
- 2007 : Matinée
- 2009 : Everything Is New
- 2019 : After You